# Systellognatha
Systellognatha, infrared kukaca obalčara dio podreda Arctoperlaria. Sastoji se od dvije živuće natporodice, i jedne fosilne porodice.
Infrared je raširen po svim kontinentima osim Australije

## Porodice i rodovi
1. Perloidea Latreille, 1802
2. Pteronarcyoidea Newman, 1853
3. †Petroperlidae